# Ešelon
Ešelon (francosko échelon) je naziv za vojaško enoto, ki je začasno izločena iz sestave matične enote z namenom izvršitve točno določene naloge.

## Oblike ešelonov
- pohodni ešelon,
- transportni ešelon,
- bojni ešelon,...